# Gunnar Aspelin
Gunnar Aspelin, född 23 september 1898 i Södra Mellby, Kristianstads län, död 29 augusti 1977 i Lund, var en svensk filosof. Aspelin kan räknas till den så kallade Lundaskolan och kretsen kring Hans Larsson. 

## Biografi
Aspelin var son till konstnären Karl Aspelin och Ellen Bergh. Han gifte sig 1923 med Dagmar Scherstén (1903–1997), dotter till läkaren Frithiof Scherstén och Ida Schröder. Gunnar Aspelin var far till Herbert Aspelin, litteratursociologen Kurt Aspelin, hovrättslagmannen Erland Aspelin, läraren Marianne Aspelin och konstnären Gert Aspelin. Makarna Aspelin är begravda på Södra Mellby kyrkogård.

## Verk
Gunnar Aspelin disputerade vid Lunds universitet 1925 på avhandlingen Hegels praktiska filosofi under åren 1800–1803, och blev samma år docent i praktisk filosofi. I avhandlingen samt i följande arbeten utgår han från marxistisk historiesyn, dock i viss mån under annan metodologisk påverkan. Under studietiden deltog han 1920 i grundandet av studenttidningen Lundagård, vars förste redaktör han blev.  
År 1936 utnämndes Aspelin till professor vid Göteborgs högskola, och blev 1949 professor i teoretisk filosofi vid Lunds universitet. Bland hans studenter återfinns Sven-Eric Liedman. År 1953 var han med och stiftade Hans Larsson Samfundet, och han blev dess första ordförande såsom god vän och kollega till densamme. I samfundets bokserie Insikt och Handling publicerade han bidrag om bland annat Hans Larssons polemik mot Axel Hägerström. Han utgav sina memoarer 1968, Lek och allvar.  
Ett genomgående tema i Aspelins forskning är förhållandet mellan individen och kollektivet, bland annat i fråga om personlighetsbegreppet och dess betingelser. De filosofer han främst fokuserade på var Hans Larsson, John Locke, Karl Marx, Hegel, Bertrand Russell, Ralph Cudworth och Hugo Münsterberg. Under de sista åren av sitt liv kom han alltmera att intressera sig för medeltidens idéer samt forskade inom idéhistoriens och sociologins fält. År 1958 gav han ut verket Tankens vägar, som är en skildring av filosofins historia i Europa.